# Imaginary Friend
《Imaginary Friend》是由韓國女子團體ITZY錄製的一首歌曲，收錄於她們的第九張迷你專輯《Gold》中。這首歌由JYP娛樂於2024年10月15日作為該專輯的第二主打單曲發行。

## 背景與發行
2024年7月9日，JYP娛樂宣布ITZY將於2024年10月發行全新專輯。9月13日，經紀公司進一步確認團體的第九張迷你專輯《Gold》將於10月15日正式推出，並公開了曲目清單與宣傳行程表，其中《Gold》和《Imaginary Friend》確定為雙主打單曲。
10月7日，包括《Imaginary Friend》在內的五首專輯曲目預覽音源公開。這首歌曲隨專輯於10月15日一同發行。而音樂錄影帶的預告則於10月23日和10月25日陸續釋出。英文版《Imaginary Friend》於10月25日發行，完整音樂錄影帶則在10月28日正式上線。

## 曲目構成
《Imaginary Friend》由製作人萊恩·全與James Daniel Lewis共同製作，兩人參與了歌曲的作曲與編曲工作，Sorana Pacurar則負責部分作曲。此外，Jun Seo與Hwan Yang也參與了編曲與製作。這首歌是一首流行舞曲，融合了復古流行吉他、原聲樂隊音效以及柔和的聲樂和聲，呈現出溫暖柔和的音樂氛圍。

## 宣傳活動
在完成主打歌《Gold》為期兩週的音樂節目宣傳後，ITZY開始為《Imaginary Friend》展開宣傳活動。宣傳的第一週，她們登上了兩個音樂節目，分別是11月1日播出的KBS《音乐银行》和11月3日播出的SBS《人气歌谣》。

## 發行歷史
| 地區 | 日期             | 形式          | 版本 | 廠牌         |
| ---- | ---------------- | ------------- | ---- | ------------ |
| 全球 | October 15, 2024 | 數位下載 串流 | 原版 | JYP Republic |
| 全球 | October 25, 2024 | 數位下載 串流 | 英文 | JYP Republic |